# Basail
Basail é uma cidade da Argentina, localizada na província de Chaco.